# يوجين إل. روبرتس
يوجين إل. روبرتس (بالإنجليزية: Eugene L. Roberts)‏ هو صحفي أمريكي، ولد في 1880، وتوفي في 1953.